# 의왕읍 동부출장소
의왕읍 동부출장소(儀旺邑 東部出張所)는 의왕시(義王市)의 북동부 지역 (옛 의곡면)을 관할한 읍 출장소이다. 의왕읍이 의왕시로 승격될 때 시 출장소로 전환되지 못하고 폐지되었다. 안양시 동안구 인덕원 일대와 생활권을 공유하는 지역이다.
- 1983년 3월 1일 : 내손리, 포일리, 청계리, 학의리를 관할로 의왕읍 동부출장소 설치.
- 1989년 1월 1일 : 시흥군 의왕읍이 의왕시로 승격. 동부출장소 폐지